# Frederick Albert Cook
Frederick Albert Cook (ur. 10 czerwca 1865 w Hortonville, zm. 5 sierpnia 1940 w New Rochelle) – amerykański lekarz i odkrywca, który przypisywał sobie zdobycie bieguna północnego w 1908 roku.

## Życiorys
Cook urodził się 10 czerwca 1865 roku w Hortonville, był czwartym z sześciu dzieci niemieckich imigrantów. Po śmierci ojca w 1870 roku rodzina przeniosła się do Port Jervis, a następnie na Brooklyn (1878). Młody Cook od młodych lat podejmował się różnych prac zarobkowych. Medycynę ukończył w 1890 roku na New York University i zaczął pracę w zawodzie lekarza. W tym samym roku w czasie porodu zmarła jego żona. W latach 1891−1892 był lekarzem w wyprawie Roberta Peary'ego do Arktyki, pracę tę podjął po przeczytaniu ogłoszenia w gazecie. W latach 1897–1899 brał udział w belgijskiej wyprawie antarktycznej na statku Belgica. Następnie prowadził własne ekspedycje, m.in. na najwyższy szczyt Ameryki Północnej – Mount McKinley na Alasce. Jego twierdzenia o zdobyciu tej góry w 1906 r. okazały się później nieprawdziwe.
21 kwietnia 1908 roku dotarł, według własnej relacji, do bieguna północnego. Z wyprawy powrócił we wrześniu 1909 r., w przybliżeniu równocześnie z Robertem E. Pearym, który twierdził, że zdobył biegun północny 6 kwietnia 1909 r.. Peary zakwestionował sukces Cooka, a jego zwolennicy przeprowadzili czteromiesięczną kampanię prasową przeciw Cookowi, kwestionując jego wiarygodność, w tym podważając prawdziwość zdobycia przez niego szczytu McKinley. Z czasem także jego eskimoscy współtowarzysze zaczęli przyznawać, że wyprawa Cooka zawróciła wiele kilometrów przed biegunem. W 1910 roku Cook rozpoczął serię podróży i odczytów, przedstawiając się jako ofiarę Peary'ego i jego bogatych popleczników, którzy chcą okraść go z jego sukcesu. Spór obu podróżników trwał do czasu przystąpienia USA do I wojny światowej, gdy opinia publiczna przestała interesować się tym tematem.
Cook zajął się spekulacją na rynku paliwowym. Oskarżony o oszustwa, spędził pięć lat w więzieniu. Zwolniono go z 1930 roku, podjął wtedy ponownie walkę o uznanie go za zdobywcę bieguna, ale bezskuteczną. Przez środowiska geograficznie nie był już wówczas traktowany poważnie. W 1940 roku został ułaskawiony przez prezydenta. Zmarł 5 sierpnia tego samego roku w New Rochelle z powodu obrzęku płuc w wyniku wylewu krwi do mózgu.
W latach 50. opublikowana została książka mu poświęcona, działania na rzecz uznania zasług Cooka podjęła także jego córka, Helene Vetter. Pod koniec XX wieku zaczęło przeważać wśród badaczy zdanie, że obaj podróżnicy sfałszowali swoje relacje. Taką tezę podpierają opublikowane w 1984 roku zapiski Peary'ego, które nie przedstawiają żadnych dowodów na dotarcie przez niego do bieguna północnego, podobnie jak opublikowane sześć lat później zapiski Cooka świadczące o tym, że nie zdobył góry McKinley ani nie dotarł na biegun.